# Геркла
Геркла (араб. هرقلة) — місто в Тунісі. Входить до складу вілаєту Сус. Станом на 2004 рік тут проживало 6 332 особи.